# Hilde Schneider (Schauspielerin)
Hilde Schneider (* 24. November 1914 in Baden-Baden; † 20. Mai 1961 in  Berlin) war eine deutsche Bühnen- und Filmschauspielerin.

## Leben
Hilde Schneider nahm zunächst Schauspielunterricht am Städtischen Theater in ihrer Heimatstadt. Schon bald spielte sie dort in gängigen Klassikern nicht nur Nebenrollen. Ein Angebot aus der Hauptstadt ließ sie nach Berlin ziehen. Dort bekam sie Zugang zum Nachwuchs des deutschen Films und spielte bereits 1935 mit 21 Jahren eine Rolle in dem Streifen April, April. Danach war sie bis zum Jahr 1941 in insgesamt 14 Filmen, darunter manche Hauptrolle, zu sehen. Neben dem Filmgeschäft hatte sie weiter Engagements an den Bühnen der Stadt, wie dem Metropol-Theater (heute Komische Oper Berlin) und dem Theater im Admiralspalast (heute Metropol-Theater), dessen Direktor Heinz Hentschke (1895–1970) sie heiratete.  Nach dem Krieg zog sie sich weitgehend zurück und war nicht mehr künstlerisch tätig.

## Filmografie (Auswahl)
- 1935: April, April!
- 1935: Familie Schimek[2]
- 1936: Es waren zwei Junggesellen[3]
- 1936: Hilde und die vier PS
- 1937: Das Schweigen im Walde
- 1937: Das schöne Fräulein Schragg
- 1937: Zweimal zwei im Himmelbett
- 1938: Das Verlegenheitskind
- 1938: Das verlorene Lächeln
- 1938: Gastspiel im Paradies
- 1939: Drei Unteroffiziere
- 1939: Paradies der Junggesellen
- 1940: Der Kleinstadtpoet
- 1941: Sein Sohn